# Glenn M. Hughes
Glenn Michael Hughes (Nova Iorque, 18 de julho de 1950 – Nova Iorque, 4 de março de 2001) foi um cantor estadunidense. Era o integrante do grupo Village People que interpretava o Motociclista. Morreu no seu apartamento em Manhattan aos 50 anos de idade em março de 2001, vítima de câncer nos pulmões.